# Chuck Ragan
Chuck Ragan is een Amerikaanse zanger, songwriter en gitarist. Van 1993 tot 2006 was hij een van de zangers van Hot Water Music, een punkband uit Gainesville (Florida). In 2006 ging de band uit elkaar, waarna de andere drie leden verdergingen als The Draft, terwijl Ragan een solocarrière begon. Hij speelt folkmuziek vergelijkbaar met die van het akoestische project Rumbleseat ten tijde van Hot Water Music.
In de herfst van 2008 toerde Ragan met zijn voormalige bandgenoten Tim Barry en Ben Nichols. In 2010 verzorgde hij het voorprogramma voor zanger Frank Turner en voor rockband The Gaslight Anthem. Op 12 februari 2010 zei hij in een interview dat hij samen met Brian Fallon, de zanger van die band, aan een album werkte. Fallon zei in november 2010 dat hijzelf, Ragan en Turner in 2011 samen zouden gaan toeren.

## Discografie

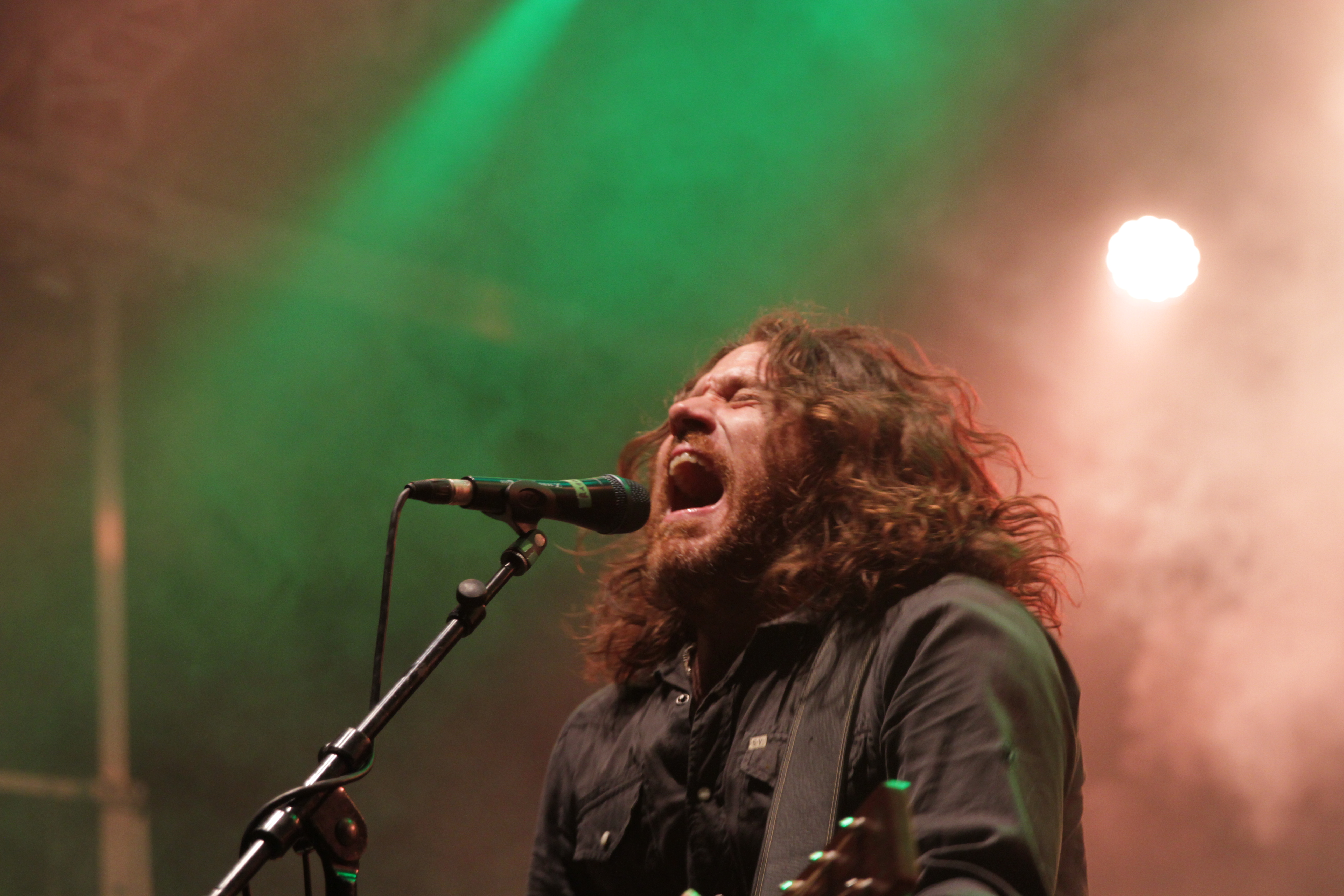
Chuck Ragan, Rock Camp 2014

### Studioalbums
- 2007 Feast or Famine - SideOneDummy Records.
- 2008 Bristle Ridge - met Austin Lucas - Hometown Caravan - LP (limited European Tour edition) / Ten Four Records - LP/CD
- 2009 Gold Country - SideOneDummy Records / TenFour Records - CD/LP.
- 2011 Covering Ground - SideOneDummy Records / TenFour Records - CD/LP.
- 2014 Till Midnight - SideOneDummy Records / TenFour Records - CD/LP

### Livealbums
- 2006: Live at the Troubadour - eigen beheer (CD-R)
- 2007: Los Feliz - SideOne Dummy Records (CD/LP)
- 2009: Live at Hafenkneipe Zürich - Leech Records (LP - slechts 1.000 stuks)
- 2009: Chuck plays Frankfurt - Fanclub (DoLP - slechts 300 met de hand genummerde exemplaren)
- 2009: Live from Rock Island: The Daytrotter Sessions - Side One Dummy Records (10" vinyl)

### Singles
- 2006-2007: The 7-Inch Club - No Idea Records (Ragan bracht gedurende zeven maanden iedere maand een single uit samen "The 7-Inch Club" genoemd. Alleen degenen die vooraf de gehele verzameling hadden besteld, ontvingen en exemplaar.) De reeks werd ook uitgebracht op een CD getiteld The Blueprint Sessions, die werd meegezonden met de laatste single van The 7-Inch Club.